# Années 1690
Les années 1690 couvrent la période de 1690 à 1699.

## Événements
- 1688-1697 : guerre de la Ligue d'Augsbourg en Europe[1] ;

- 1688 : siège de Philippsburg[2].
- 1688-1689 :  sac du Palatinat[3].
- 1689 : bataille de la baie de Bantry[4] ; siège de Mayence ; bataille de Walcourt[5].
- 1690 : bataille de Fleurus ; bataille du cap Béveziers ; défaite jacobite à la bataille de la Boyne[6] ; bataille de Staffarda[7].
- 1691 : conquête du comté de Nice et siège de Coni par les Français[8] ; siège et capitulation de Mons ; victoire française à la bataille de Leuze[9].
- 1692 : la France perd sa suprématie navale à la bataille de la Hougue contre l'Angleterre ; prise de Namur et victoire française sur terre à Steinkerque[10].
- 1693 : victoires françaises sur mer à Lagos et sur terre à Neerwinden et à La Marsaille[11] ; prise de Charleroi[12].
- 1694 : Noailles progresse en Catalogne après la bataille de la rivière Ter[9] ; Jean Bart reprend un convoi de blé polonais à la bataille du Texel ; une tentative anglo-hollandaise contre Brest est repoussée à la bataille de Camaret[13].

- 1695 : bombardement de Bruxelles[13] ; reprise de Namur par Guillaume III[9].
- 1695-1727 : Lois pénales, série de mesures discriminatoires contre les catholiques en Irlande[14].
- 1696 : nouvelle victoire navale de Jean Bart sur la flotte hollandaise sur le Dogger Bank[15]. Traité de Turin, paix séparée entre la France et la Savoie[12].
- 1697 : expédition de Carthagène ; prise de Barcelone par les Français[12] ; traité de Ryswick ; fin de la Guerre de la Ligue d'Augsbourg (1688-1697) et de la première guerre intercoloniale[16].

Guerre de la Ligue d'Augsbourg

- 1689-1691 : rébellion jacobite en Irlande[17]. Elle prend fin en 1691 après la victoire orangiste à la bataille d'Aughrim et le traité de Limerick[18].
- 1690-1697 : première guerre intercoloniale[16].
- 1690-1713 : les whigs du comte d’Orford et les tories de Henry St John, vicomte Bolingbroke, se succèdent au pouvoir en Angleterre[19].

- 1691 : victoire des Habsbourg sur les Ottomans à la bataille de Slankamen, en Serbie[20].
- 1692 : 
  - procès et exécution des sorcières de Salem[21].
  - massacre de Glencoe en Écosse[22].

- 1693-1694 : crise de subsistance en Europe après trois mauvaises années de récolte, associée à des épidémies aux conséquences démographiques catastrophiques[12].

- 1697 : 
  - victoire de l'armée impériale prince Eugène de Savoie sur les Ottomans à la bataille de Zenta[20].
  - première description d'un catamaran observé par William Dampier sur la côte de Malabar au sud-ouest de l'Inde[23].
- 1697-1698 : grande Ambassade, mission diplomatique et éducative menée par Pierre le Grand en Europe[24].
- 1698-1700 : projet Darién, échec d'une tentative de colonisation écossaise dans l'isthme de Panama[25].
- 1698 : révolte des streltsy en Russie[24].
- 1699 : traité de Karlowitz ; fin de la Guerre austro-turque (1683-1699) et de la  Guerre de Morée (1684-1699)[20].
- 1700 : traité de Constantinople ; fin de la Guerre russo-turque de 1686-1700[24].

## Personnalités significatives
- Auguste II de Pologne
- Aurangzeb
- Jean Bart
- Joachim Bouvet
- Nicolas de Catinat
- Le prince Eugène
- Guillaume III d'Orange
- Pierre LeMoyne d'Iberville
- Pierre Ier de Russie
- Louis Joseph de Vendôme